# جوان برنارد أرمسترونغ
جوان برنارد أرمسترونغ (بالإنجليزية: Joan Bernard Armstrong)‏ هي قاضية أمريكية، ولدت في 1941، وتوفيت في 9 يونيو 2018.